# Ataíde Patreze
Ataíde Gonçalves de Melo, conhecido artisticamente como Ataíde ou Athaide ou Athayde Patreze (Mirassol, 20 de dezembro de 1941 — São Paulo, 3 de março de 2006, foi apresentador de TV, empresário e socialite brasileiro.

## Biografia
Iniciou na televisão na década de 1970, nas redes Tupi, Record e Globo, como auxiliar de Silvio Santos. Na década de 1990 teve seus anos de maior sucesso, com o programa Athayde Patreze Repórter e, em seguida, com Ricos e Famosos, ambos no SBT. Também foi colunista social.[carece de fontes?]
No fim de sua vida, trabalhava simultaneamente na TV Comunitária de São Paulo e na TV Milênio (TVA).
Seus programas cobriam viagens, festas da alta sociedade (principalmente paulista), eventos do mundo empresarial e entrevistas com ricos e famosos. Foi o criador do bordão "simplesmente um luxo" e utilizava sempre um microfone dourado em seus programas, que afirmava ser "de ouro dezoito quilates".[carece de fontes?]
Patreze possuía apenas um dos rins, pois havia doado o outro ao filho Marcos, nascido de seu primeiro casamento. O outro órgão começou a apresentar problemas com o tempo, obrigando-o a realizar sessões freqüentes de hemodiálise. Estava à espera de um transplante renal, sem no entanto encontrar um doador compatível, quando morreu na noite de 3 de março de 2006 devido a uma arritmia e conseqüente parada cardíaca, após uma sessão de hemodiálise.